# Tympanocryptis centralis
Tympanocryptis centralis là một loài thằn lằn trong họ Agamidae. Loài này được Sternfeld mô tả khoa học đầu tiên năm 1925.